# Edward de Bono
Edward Charles Publius de Bono (n. 19 mai 1933, Malta, Regatul Marii Britanii – d. 9 iunie 2021, Malta) a fost un medic, psiholog, autor, inventator, filozof  și consultant din Malta. A creat termenul gândirea laterală care a fost definit în cartea Six Thinking Hats. (Șase pălării ale gândirii) și a propus predarea subiectului „Gândire” în școli.

## Viața și cariera
Edward de Bono s-a născut în Malta la 19 mai  1933. A absolvit Colegiul St. Edwards din Malta, apoi a obținut diploma de medic la Universitatea din Malta. În continuare a devenit bursier Rhodes la Christ Church, Oxford, unde a obținut titlul de master în psihologie și fiziologie. A devenit doctor în medicină la Trinity College, Cambridge și doctor în științe juridice la Universitatea din Dundee.
De Bono a ocupat posturi de profesor la universitățile din Oxford, din Cambridge (în anul 1969, când a ajutat la fondarea facultății de medicină a universității), din Londra și Harvard. A fost profesor la Universitatea din Malta, Universitatea din Pretoria, Universitatea din Anglia centrală și la Universitatea orașului Dublin. De Bono a fost titularul catedrei Da Vinci Professor of Thinking la University of Advancing Technology din Tempe, Arizona, SUA. A fost unul dintre cei 27 ambasadori ai Anului european de creativitate și inovare 2009.
A creat conceptul de "Gândire laterală", recunoscut oficial ca făcând parte din limbajul uzual prin includerea sa în Dicționarul Oxford , și a pus bazele formale ale tehnicilor de gândire creativă deliberată. A scris 85 cărți, traduse în 46 limbi.